# FIFA-Welttrainer des Jahres
Der FIFA-Welttrainer des Jahres ist eine Auszeichnung, die jährlich durch den Weltverband FIFA an den je besten Fußballtrainer im Männer- und Frauenfußball verliehen wird. Die Auszeichnung wird seit 2010 vergeben und ist Teil der The Best FIFA Football Awards.

## Liste der Preisträger
- Jahr: das Jahr, für das die Auszeichnung gilt
- Name: Name des ausgezeichneten Trainers
- Nationalität: Nationalität des ausgezeichneten Trainers
- Mannschaft: Verein oder Nationalteam, für das der Trainer in dem Kalenderjahr aktiv war. Wenn ein Trainer die Mannschaft gewechselt hat, wird die abgebende Mannschaft an erster Position genannt.
- Zweite(r) und Dritte(r): die beiden folgenden Platzierten

### FIFA-Welttrainer des Jahres (Männerfußball)
| Jahr | Name               | Nationalität | Mannschaft                  | Zweiter            | Dritter              |
| ---- | ------------------ | ------------ | --------------------------- | ------------------ | -------------------- |
| 2010 | José Mourinho      | Portugal     | Inter Mailand / Real Madrid | Vicente del Bosque | Pep Guardiola        |
| 2011 | Pep Guardiola      | Spanien      | FC Barcelona                | Alex Ferguson      | José Mourinho        |
| 2012 | Vicente del Bosque | Spanien      | Spanien                     | Pep Guardiola      | José Mourinho        |
| 2013 | Jupp Heynckes      | Deutschland  | FC Bayern München           | Jürgen Klopp       | Alex Ferguson        |
| 2014 | Joachim Löw        | Deutschland  | Deutschland                 | Carlo Ancelotti    | Diego Simeone        |
| 2015 | Luis Enrique       | Spanien      | FC Barcelona                | Pep Guardiola      | Jorge Sampaoli       |
| 2016 | Claudio Ranieri    | Italien      | Leicester City              | Zinédine Zidane    | Fernando Santos      |
| 2017 | Zinédine Zidane    | Frankreich   | Real Madrid                 | Antonio Conte      | Massimiliano Allegri |
| 2018 | Didier Deschamps   | Frankreich   | Frankreich                  | Zinédine Zidane    | Zlatko Dalić         |
| 2019 | Jürgen Klopp       | Deutschland  | FC Liverpool                | Pep Guardiola      | Mauricio Pochettino  |
| 2020 | Jürgen Klopp (2)   | Deutschland  | FC Liverpool                | Hansi Flick        | Marcelo Bielsa       |
| 2021 | Thomas Tuchel      | Deutschland  | FC Chelsea                  | Roberto Mancini    | Pep Guardiola        |
| 2022 | Lionel Scaloni     | Argentinien  | Argentinien                 | Carlo Ancelotti    | Pep Guardiola        |
| 2023 | Pep Guardiola (2)  | Spanien      | Manchester City             | Luciano Spalletti  | Simone Inzaghi       |
| 2024 | Carlo Ancelotti    | Italien      | Real Madrid                 | Xabi Alonso        | Luis de la Fuente    |

### FIFA-Welttrainer des Jahres (Frauenfußball)
| Jahr | Name               | Nationalität | Mannschaft       | Zweite(r)        | Dritte(r)        |
| ---- | ------------------ | ------------ | ---------------- | ---------------- | ---------------- |
| 2010 | Silvia Neid        | Deutschland  | Deutschland      | Maren Meinert    | Pia Sundhage     |
| 2011 | Norio Sasaki       | Japan        | Japan            | Pia Sundhage     | Bruno Bini       |
| 2012 | Pia Sundhage       | Schweden     | USA              | Norio Sasaki     | Bruno Bini       |
| 2013 | Silvia Neid (2)    | Deutschland  | Deutschland      | Ralf Kellermann  | Pia Sundhage     |
| 2014 | Ralf Kellermann    | Deutschland  | VfL Wolfsburg    | Maren Meinert    | Norio Sasaki     |
| 2015 | Jill Ellis         | USA          | USA              | Norio Sasaki     | Mark Sampson     |
| 2016 | Silvia Neid (3)    | Deutschland  | Deutschland      | Jill Ellis       | Pia Sundhage     |
| 2017 | Sarina Wiegman     | Niederlande  | Niederlande      | Nils Nielsen     | Gérard Prêcheur  |
| 2018 | Reynald Pedros     | Frankreich   | Olympique Lyon   | Sarina Wiegman   | Asako Takakura   |
| 2019 | Jill Ellis (2)     | USA          | USA              | Sarina Wiegman   | Phil Neville     |
| 2020 | Sarina Wiegman (2) | Niederlande  | Niederlande      | Emma Hayes       | Jean-Luc Vasseur |
| 2021 | Emma Hayes         | England      | FC Chelsea       | Lluís Cortés     | Sarina Wiegman   |
| 2022 | Sarina Wiegman (3) | Niederlande  | England          | Sonia Bompastor  | Pia Sundhage     |
| 2023 | Sarina Wiegman (4) | Niederlande  | England          | Emma Hayes       | Jonatan Giráldez |
| 2024 | Emma Hayes (2)     | England      | FC Chelsea / USA | Jonatan Giráldez | Arthur Elias     |